# Women’s Cricket World Cup Qualifier 2025
Der Women’s Cricket World Cup Qualifier 2025 war das Qualifikationsturnier für den Women’s Cricket World Cup 2025 und fand zwischen dem 9. und 19. April 2025 in Pakistan statt. Pakistan und Bangladesch konnten sich dabei für den Women’s Cricket World Cup qualifizieren.

## Teilnehmer
Das Teilnehmerfeld besteht aus sechs Mannschaften.
| - Bangladesch - Irland - Pakistan | - Schottland - Thailand - West Indies |

Schottland und Thailand qualifizierten sich auf Grund ihrer Platzierung auf dem ICC Women’s ODI Rankings. Bangladesch, Irland, Pakistan und die West Indies konnten sich nicht direkt bei der ICC Women’s Championship 2022–2025 für die Weltmeisterschaft qualifizieren und waren somit für diese Qualifikation startberechtigt.

## Format
Die sechs Mannschaften spielten in einer Gruppe in der jedes Team gegen jedes andere spielte. Für ein Sieg gab zwei Punkte, für ein Unentschieden einen Punkt und für eine Niederlage keine Punkte. Die zwei bestplatzierten Mannschaften qualifizierten sich für die Endrunde.

## Kaderlisten
Die Teams benannten die folgenden Kader.
| WODI | WODI | WODI | WODI | WODI | WODI |
| Pakistan | Bangladesch | Irland | Schottland | Thailand | West Indies |
| --- | --- | --- | --- | --- | --- |
| - Fatima Sana (K) - Muneeba Ali (wk) - Najiha Alvi - Sidra Ameen - Syeda Aroob Shah - Diana Baig - Gull Feroza (wk) - Sadia Iqbal - Sidra Nawaz (wk) - Natalia Pervaiz - Aliya Riaz - Nashra Sandhu - Rameen Shamim - Omaima Sohail - Shawaal Zulfiqar | - Nigar Sultana (K, wk) - Sharmin Akhter - Dilara Akter (wk) - Marufa Akter - Nahida Akter - Shorna Akter - Jannatul Ferdus - Fargana Hoque - Rabeya Khan - Fahima Khatun - Sanjida Akter Meghla - Ritu Moni - Sobhana Mostary - Ishma Tanjim - Fariha Trisna | - Gaby Lewis (K) - Orla Prendergast (VK) - Ava Canning - Christina Coulter-Reilly (wk) - Alana Dalzell - Laura Delany - Sarah Forbes - Amy Hunter (wk) - Arlene Kelly - Louise Little - Sophie MacMahon - Jane Maguire - Kia McCartney - Cara Murray - Leah Paul | - Kathryn Bryce (K) - Chloe Abel - Abbi Aitken-Drummond - Sarah Bryce (wk) - Darcey Carter - Priyanaz Chatterji - Maryam Faisal (wk) - Katherine Fraser - Ailsa Lister (wk) - Abtaha Maqsood - Kirsty McColl - Megan McColl - Hannah Rainey - Nayma Sheikh - Rachel Slater - Pippa Sproul - Ellen Watson (wk) | - Naruemol Chaiwai (K) - Nattaya Boochatham - Nannaphat Chaihan - Natthakan Chantham - Sunida Chaturongrattana - Onnicha Kamchomphu - Rosenanee Kanoh - Suwanan Khiaoto (wk) - Nannapat Koncharoenkai (wk) - Suleeporn Laomi - Phannita Maya - Chayanisa Phengpaen - Thipatcha Putthawong - Chanida Sutthiruang - Aphisara Suwanchonrathi | - Hayley Matthews (K) - Shemaine Campbelle (VK, wk) - Aaliyah Alleyne - Afy Fletcher - Cherry-Ann Fraser - Shabika Gajnabi - Jannillea Glasgow - Chinelle Henry - Zaida James - Qiana Joseph - Mandy Mangru - Ashmini Munisar - Karishma Ramharack - Stafanie Taylor - Rashada Williams (wk) |

## Aufwärmspiele
| 4. April Scorecard | Lahore (GS) | Thailand 78 (28.2)             | – | Pakistan 79-3 (18.5) |
|                    |             | Pakistan gewinnt mit 7 Wickets |   |                      |

| 5. April Scorecard | Lahore (LCCA) | Irland 248-8 (50)                 | – | West Indies 252-5 (41.1) |
|                    |               | West Indies gewinnt mit 5 Wickets |   |                          |

| 6. April Scorecard | Lahore (LCCA) | Schottland 251-7 (50)             | – | Bangladesch 252-5 (41.3) |
|                    |               | Bangladesch gewinnt mit 5 Wickets |   |                          |

| 7. April Scorecard | Lahore (LCCA) | Thailand 227-8 (50)          | – | Irland 231-7 (37.4) |
|                    |               | Irland gewinnt mit 3 Wickets |   |                     |

| 7. April Scorecard | Lahore (GS) | West Indies 188-8 (50)         | – | Pakistan 192-5 (46.1) |
|                    |             | Pakistan gewinnt mit 5 Wickets |   |                       |

| 8. April Scorecard | Lahore (GS) | Bangladesch 276 (49.4)           | – | Pakistan 109 (39.1) |
|                    |             | Bangladesch gewinnt mit 167 Runs |   |                     |

## Resultate
Tabelle
| Teams       | Sp. | S | N | NR | P  | NRR    |
| ----------- | --- | - | - | -- | -- | ------ |
| Pakistan    | 5   | 5 | 0 | 0  | 10 | +1.074 |
| Bangladesch | 5   | 3 | 2 | 0  | 6  | +0.639 |
| West Indies | 5   | 3 | 2 | 0  | 6  | +0.626 |
| Schottland  | 5   | 2 | 3 | 0  | 4  | +0.102 |
| Irland      | 5   | 2 | 3 | 0  | 4  | −0.037 |
| Thailand    | 5   | 0 | 5 | 0  | 0  | −2.342 |

Spiele
| 9. April Scorecard | Lahore (GS) | Pakistan 217 (49)            | – | Irland 179 (44) |
|                    |             | Pakistan gewinnt mit 38 Runs |   |                 |

Irland gewann den Münzwurf und entschied sich als Feldmannschaft zu beginnen. Als Spielerin des Spiels wurde Diana Baig ausgezeichnet.
| 9. April Scorecard | Lahore (LCCA) | Schottland 244 (45)            | – | West Indies 233 (46.2) |
|                    |               | Schottland gewinnt mit 11 Runs |   |                        |

Die West Indies gewannen den Münzwurf und entschieden sich als Feldmannschaft zu beginnen. Als Spielerin des Spiels wurde Hayley Matthews ausgezeichnet.
| 10. April Scorecard | Lahore (LCCA) | Bangladesch 271-3 (50)           | – | Thailand 93 (28.5) |
|                     |               | Bangladesch gewinnt mit 178 Runs |   |                    |

Thailand gewann den Münzwurf und entschied sich als Feldmannschaft zu beginnen. Als Spielerin des Spiels wurde Nigar Sultana ausgezeichnet.
| 11. April Scorecard | Lahore (LCCA) | Schottland 186-9 (32/32)                    | – | Pakistan 190-4 (30.4/32) |
|                     |               | Pakistan gewinnt mit 6 Wickets (D/L method) |   |                          |

Pakistan gewann den Münzwurf und entschied sich als Feldmannschaft zu beginnen. Als Spielerin des Spiels wurde Aliya Riaz ausgezeichnet.
| 11. April Scorecard | Lahore (GS) | West Indies 181-6 (33/33)                   | – | Irland 175 (32.2/33) |
|                     |             | West Indies gewinnt mit 6 Runs (D/L method) |   |                      |

Irland gewann den Münzwurf und entschied sich als Feldmannschaft zu beginnen. Als Spielerin des Spiels wurde Hayley Matthews ausgezeichnet.
| 13. April Scorecard | Lahore (LCCA) | Schottland 206 (41)            | – | Thailand 148 (31.3) |
|                     |               | Schottland gewinnt mit 58 Runs |   |                     |

Schottland gewann den Münzwurf und entschied sich als Schlagmannschaft zu beginnen. Als Spielerin des Spiels wurde Katherine Fraser ausgezeichnet.
| 13. April Scorecard | Lahore (GS) | Irland 235-8 (50)                 | – | Bangladesch 240-8 (48.4) |
|                     |             | Bangladesch gewinnt mit 2 Wickets |   |                          |

Irland gewann den Münzwurf und entschied sich als Schlagmannschaft zu beginnen. Als Spielerin des Spiels wurde Ritu Moni ausgezeichnet.
| 14. April Scorecard | Lahore (GS) | Pakistan 191 (49.5)          | – | West Indies 126 (39.2) |
|                     |             | Pakistan gewinnt mit 65 Runs |   |                        |

Pakistan gewann den Münzwurf und entschied sich als Schlagmannschaft zu beginnen. Als Spielerin des Spiels wurde Sidra Amin ausgezeichnet.
| 15. April Scorecard | Lahore (LCCA) | Irland 305-4 (50)          | – | Thailand 259 (49.1) |
|                     |               | Irland gewinnt mit 46 Runs |   |                     |

Irland gewann den Münzwurf und entschied sich als Schlagmannschaft zu beginnen. Als Spielerin des Spiels wurde Louise Little ausgezeichnet.
| 15. April Scorecard | Lahore (GS) | Bangladesch 276-6 (50)          | – | Schottland 242-9 (50) |
|                     |             | Bangladesch gewinnt mit 34 Runs |   |                       |

Bangladesch gewann den Münzwurf und entschied sich als Schlagmannschaft zu beginnen. Als Spielerin des Spiels wurde Nigar Sultana ausgezeichnet.
| 17. April Scorecard | Lahore (LCCA) | Bangladesch 227-9 (50)            | – | West Indies 228-7 (46) |
|                     |               | West Indies gewinnt mit 3 Wickets |   |                        |

Bangladesch gewann den Münzwurf und entschied sich als Schlagmannschaft zu beginnen. Als Spielerin des Spiels wurde Aaliyah Alleyne ausgezeichnet.
| 17. April Scorecard | Lahore (GS) | Pakistan 205-6 (50)          | – | Thailand 118 (34.4) |
|                     |             | Pakistan gewinnt mit 87 Runs |   |                     |

Pakistan gewann den Münzwurf und entschied sich als Schlagmannschaft zu beginnen. Als Spielerin des Spiels wurde Fatima Sana ausgezeichnet.
| 18. April Scorecard | Lahore (GS) | Schottland 268-7 (50)       | – | Irland 269-9 (50) |
|                     |             | Irland gewinnt mit 1 Wicket |   |                   |

Schottland gewann den Münzwurf und entschied sich als Schlagmannschaft zu beginnen. Als Spielerin des Spiels wurde Laura Delany ausgezeichnet.
| 19. April Scorecard | Lahore (LCCA) | Bangladesch 178-9 (50)         | – | Pakistan 181-3 (39.4) |
|                     |               | Pakistan gewinnt mit 7 Wickets |   |                       |

Bangladesch gewann den Münzwurf und entschied sich als Schlagmannschaft zu beginnen. Als Spielerin des Spiels wurde Muneeba Ali ausgezeichnet.
| 19. April Scorecard | Lahore (GS) | Thailand 166 (46.1)               | – | West Indies 168-4 (10.5) |
|                     |             | West Indies gewinnt mit 6 Wickets |   |                          |

Die West Indies gewannen den Münzwurf und entschieden sich als Feldmannschaft zu beginnen. Als Spielerin des Spiels wurde Hayley Matthews ausgezeichnet.